# Thailand i olympiska vinterspelen 2014
Thailand deltog med två deltagare vid de olympiska vinterspelen 2014 i Sotji. Ingen av landets deltagare tog en pallplats.

## Alpin skidåkning
- Kanet Sucharitakul
- Vanessa-Mae